# USS Darter (SS-576)
| ПЧ типу «Дартер»           | ПЧ типу «Дартер»                                                 | ПЧ типу «Дартер»                                                 |
| -------------------------- | ---------------------------------------------------------------- | ---------------------------------------------------------------- |
| USS Darter (SS-576)        |                                                                  |                                                                  |
|                            |                                                                  |                                                                  |
| Човен «Дартер»             |                                                                  |                                                                  |
| Під прапором               | США                                                              | США                                                              |
| Спуск на воду              | 10 листопада 1954                                                | 10 листопада 1954                                                |
| Виведений зі складу флоту  | 12 грудня 1989                                                   | 12 грудня 1989                                                   |
| Сучасний статус            | утилізований                                                     | утилізований                                                     |
| Проєкт                     |                                                                  |                                                                  |
| Розробник проєкту          | Electric Boat                                                    | Electric Boat                                                    |
| Класифікація НАТО          | Darter                                                           | Darter                                                           |
| Основні характеристики     |                                                                  |                                                                  |
| Швидкість (надводна)       | 15,5 вузлів (28,7 км/год)                                        | 15,5 вузлів (28,7 км/год)                                        |
| Швидкість (підводна)       | 16 вузлів (30 км/год)                                            | 16 вузлів (30 км/год)                                            |
| Гранична глибина занурення | 215 м                                                            | 215 м                                                            |
| Автономність плавання      | 75 днів (18,5 000 км ходу)                                       | 75 днів (18,5 000 км ходу)                                       |
| Екіпаж                     | 85 осіб                                                          | 85 осіб                                                          |
| Розміри                    |                                                                  |                                                                  |
| Довжина найбільша (по КВЛ) | 86,33 м                                                          | 86,33 м                                                          |
| Ширина корпусу найб.       | 8,2 м                                                            | 8,2 м                                                            |
| Середня осадка (по КВЛ)    | 5,8 м                                                            | 5,8 м                                                            |
| Озброєння                  |                                                                  |                                                                  |
| Торпедно- мінне озброєння  | 6 носових і 2 кормових ТА калібру 21 дюймів — 533 мм, 22 торпеди | 6 носових і 2 кормових ТА калібру 21 дюймів — 533 мм, 22 торпеди |
| Зображення на Вікісховищі  |                                                                  |                                                                  |

«Дартер»(англ. USS Darter (SS-576)) — підводний човен ВМС США, котрий був призначений для експериментування численних інновацій, а пізніше служив як бойовий.

## Історія створення
Човен був закладений 10 листопада 1954 року на верфі Electric Boat, спущений на воду 28 травня 1956 року, переданий флоту 20 жовтня 1956 року.

## Історія служби
Базувався в Ньюпорті (Род-Айленд), Чарлстоні (штат Південна Кароліна), і у Сасебо. У 1978 році, під час військових навчань, зазнав аварії через клапан головного баласту.
У вересні 1985 року зіткнувся з торговим судном «Канзас Гетті» (англ. Kansas Getty) біля Японії.
Списаний 12 грудня 1989 року.
З 17 січня 1990 року по 7 січня 1992 року використовувався як мішень у Перл-Гарборі на Гавайях.